# Concejo Regional Merón de Galilea
Merón (o Merom) de Galilea (en hebreo, מרום הגליל, Merom HaGalil) es un concejo regional del distrito Norte de Israel. 
El municipio agrupa los siguientes núcleos de población:
- Kibutz: Parod.
- Moshav: Alma, Amirim, Avivim, Dalton, Dovev, Hazon, Kefar Hoshen, Kefar Shammay, Kerem, Ben Zimra, Merón, Shefer, Shezor, Tefahot.
- Poblado adigués: Reihaniyye.
- Poblado druso: Ein Al-Asad.
- Otros asentamientos: Amuqqa, Bar Yohay, Biriyya, Kadita, Kallanit, Kefar Hananya, Livnim, Or Haganuz.